# Solución de compromiso
Una solución de compromiso es un acuerdo entre partes donde cada una de ellas cede algo en sus pretensiones. En los conflictos, una solución de compromiso significa un acuerdo cuyos términos a menudo implican renuncias parciales a los objetivos o deseos originales de las partes. Definir y encontrar la mejor solución de compromiso posible es un problema importante en campos como la teoría de juegos o los sistemas de votación. Un concepto análogo es trade-off.
En inglés el sustantivo es compromise, y el verbo, to compromise, que puede traducirse como "llegar a una solución de compromiso", "transigir" o "transar". Es un ejemplo de falso amigo, ya que la traducción correcta del español compromiso al inglés no es compromise, sino commitment.
Las investigaciones indican que los acuerdos subóptimos suelen ser el resultado de que los negociadores no se dan cuenta de que los intereses de ambas partes son plenamente compatibles y no hallan el modo de formalizar esa compatibilidad. A menudo se pueden lograr resultados mutuamente mejores mediante una investigación cuidadosa de los intereses de ambas partes, especialmente si se realiza al comienzo de las negociaciones.
La solución de compromiso de un problema multicriterio de toma de decisiones o de análisis de decisiones multicriterio que sea la más cercana al ideal podría determinarse mediante el método VIKOR (evalúa las posibles soluciones y las ordena según su puntuación en todos los criterios establecidos, recomendando la más cercana al ideal), que proporciona una utilidad máxima de la mayoría y un arrepentimiento individual mínimo del oponente.

## Política

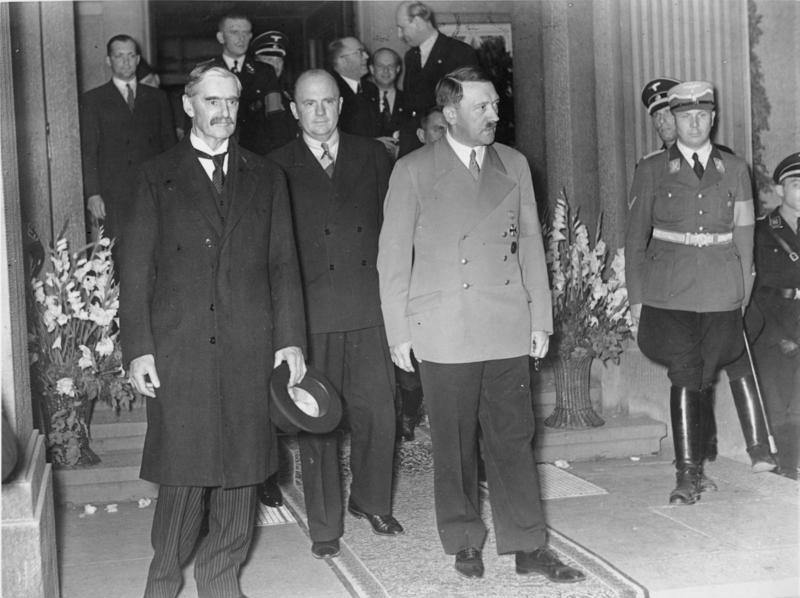
Chamberlain (izquierda) y Hitler, 1938.

En política internacional, las soluciones de compromiso a las que se llega a menudo incluyen acuerdos infames con dictadores, como el  apaciguamiento de Adolf Hitler por parte de Neville Chamberlain. Margalit las llama "soluciones podridas".  En los Estados Unidos y otros países democráticos, muchos políticos de los últimos tiempos hacen campaña permanentemente para lograr la reelección. Así, la embajadora de Estados Unidos en Alemania, Amy Gutmann, y el politólogo Dennis F. Thompson han observado que las soluciones de compromiso son más difíciles, porque alejan sectores del electorado. El problema de las soluciones políticas de compromiso es importante en la moralidad política.
Los políticos dispuestos a llegar a soluciones de compromiso pueden reducir el partidismo y la hostilidad. A la política se la denomina a veces en inglés «the art of compromise». Las encuestas del American Survey Center indican que los estadounidenses ven favorablemente las soluciones políticas de compromiso. En español la expresión "solución de compromiso" es peyorativa; sugiere que se podría haber alcanzado una solución "mejor" (sin aclarar para quién).
Una Constitución puede contener habitualmente varias soluciones de compromiso.

## Relaciones humanas
En las relaciones humanas, una solución de compromiso suele dejar insatisfechas a las partes, porque sienten que dieron demasiado o recibieron demasiado poco. La solución de compromiso puede ser calificada como una capitulación o una renuncia a objetivos, principios o material. El extremismo se sitúa a menudo en las antípodas de las soluciones de compromiso, que, dependiendo del contexto, pueden asociarse con conceptos como equilibrio o tolerancia.